# Puitl
Puitl ist ein Gemeindeteil von Wessobrunn im oberbayerischen Landkreis Weilheim-Schongau.

## Geografie
Der Weiler liegt circa drei Kilometer südlich von Wessobrunn, etwa 50 m östlich entspringt der Rottbach.

## Geschichte
Puitl gehörte zur Riederschaft Forst der Klosterhofmark Wessobrunn. Im Jahr 1761 werden vier Anwesen genannt, darunter waren ein Achtelhof und drei Sechzehntelhöfe. Sämtliche Hofstellen waren dem Kloster Wessobrunn grundbar, die Hohe Gerichtsbarkeit lag beim Landgericht Landsberg.
Nach der Säkularisation wurde der Weiler im Zuge der Gemeindeedikte von 1818 Bestandteil der neugebildeten Gemeinde Forst im Landgericht Weilheim in Oberbayern.
Mit dieser wurde Puitl im Zuge der Gebietsreform in Bayern am 1. Mai 1978 nach Wessobrunn eingemeindet.